# Tapena
Tapena là một chi bướm ngày thuộc họ Bướm nâu.